# Ferrari F60
Ferrari F60  je 55. vozem formule 1 týmu Scuderia Ferrari, který se účastnil mistrovství světa v roce 2009. Interní označení vozu je 660. Název vozu F60 je odvozen od účasti Ferrari v 60 ročnících mistrovství světa formule 1. Monopost byl představen 12. ledna v Mugellu.

## Popis
Projekt 660, jak je Ferrari F60 interně označováno, vychází z platných předpisů a pravidel pro sezónu 2009. Změny v aerodynamice jsou nejvíce patrné na obou přítlačných křídlech. Přední přítlačné křídlo je nízké a široké přes celý rozchod předních kol, zatímco zadní přítlačné křídlo se výrazně zúžilo a zvýšilo. Celá karoserie je uhlazená, bez přídavných aerodynamických plošek a křidélek, která pravidla pro nadcházející sezónu nepovolují. Ve voze je namontován systém na rekuperaci kinetické energie (KERS), který byl navržen a vyroben firmou Magneti Marelli v úzké spolupráci s Ferrari, když v Maranellu vyvíjeli i software pro ovládání celého systému. Tento systém se nachází pod zadní částí motoru. V útrobách F60 se skrývá i nový brzdný systém vyvinutý ve spolupráci s firmou Brembo.
Motor nového vozu zůstává stejný, dle pravidla o zmrazení vývoje motoru, tedy Ferrari tipo 056. Motory dle nových pravidel musí vydržet tři závodní víkendy.

## Technická data
- Délka:
- Šířka:
- Výška:
- Celková hmotnost: 605 kg
- Rozchod kol vpředu:
- Rozchod kol vzadu:
- Rozvor:
- Převodovka: Ferrari L 7stupňová poloautomatická sekvenční s elektronickou kontrolou
- Brzdy: Brembo
- Motor: Tipo 056
  - V8 90°
  - Zdvihový objem: 2.398 cm³
  - Výkon: 800 PS/17400 otáček
  - Vrtání: 98 mm
  - Zdvih: 39,74 mm
  - Ventily: 32
  - Mazivo: Shell SL 1098
  - Palivo: Shell V-Power ULG - 66L/2
  - Váha: > 95 kg
  - Vstřikování Magneti Marelli
  - Palivový systém Magneti Marelli
- Pneumatiky: Bridgestone Potenza

## Testy vozu F60
První test nového vozu se uskutečnil hned po jeho oficiálním představení 12. ledna. Prvních 100 km s F60 odkroužil vicemistr světa Felipe Massa na trati v Mugellu na místo plánovaného testu ve Fioranu.
| Trať      | Datum | Jezdec              | Pořadí | Čas      | Kol |
| --------- | ----- | ------------------- | ------ | -------- | --- |
| Mugello   | 12.1. | Felipe Massa        | 1.     | bez času | ?   |
| Mugello   | 19.1. | Kimi Räikkönen      | 1.     | 1:34.430 | 54  |
| Mugello   | 20.1. | Kimi Räikkönen      | 1.     | 1:33.920 | 42  |
| Mugello   | 21.1. | Felipe Massa        | 1.     | 1:33.353 | 104 |
| Mugello   | 22.1. | Felipe Massa        | 1.     | 1:23.981 | 103 |
| Sakhir    | 10.2. | Felipe Massa        | 2.     | 1:33.615 | 98  |
| Sakhir    | 11.2. | Felipe Massa        | 1.     | 1:33.639 | 17  |
| Sakhir    | 13.2. | Kimi Räikkönen      | 1.     | 1:33.325 | 105 |
| Sakhir    | 16.2. | Kimi Räikkönen      | 2.     | 1:32.804 | 116 |
| Sakhir    | 17.2. | Kimi Räikkönen      | 1.     | 1:32.102 | 107 |
| Sakhir    | 18.2. | Felipe Massa        | 2.     | 1:32.917 | 105 |
| Sakhir    | 19.2. | Felipe Massa        | 1.     | 1:32.162 | 113 |
| Jerez     | 1.3.  | Felipe Massa        | 2.     | 1:20.330 | 63  |
| Jerez     | 3.3.  | Felipe Massa        | 2.     | 1:20.238 | 134 |
| Jerez     | 4.3.  | Kimi Räikkönen      | 2.     | 1:20.250 | 104 |
| Jerez     | 5.3.  | Kimi Räikkönen      | 2.     | 1:20.414 | 112 |
| Barcelona | 9.3.  | Kimi Räikkönen      | 2.     | 1:20.908 | 81  |
| Barcelona | 10.3. | Kimi Räikkönen      | 1.     | 1:20.314 | 55  |
| Barcelona | 11.3. | Felipe Massa        | 2.     | 1:20.168 | 109 |
| Barcelona | 12.3. | Felipe Massa        | 6.     | 1:20.677 | 92  |
| Jerez     | 1.12. | Jules Bianchi       | 5.     | 1:19,626 | 90  |
| Jerez     | 2.12. | Jules Bianchi       | 9.     | 1:20,585 | 113 |
| Jerez     | 3.12. | Pablo Sánchez López | 11.    | 1:21,147 | 39  |
| Jerez     | 3.12. | Daniel Zampieri     | 12.    | 1:21,279 | 42  |
| Jerez     | 3.12. | Marco Zipoli        | 13.    | 1:21,725 | 41  |

## Hlavní sponzoři
Altria Group (Marlboro),  Fiat,  Shell,  Etihad Airways,  Telecom Italia (Alice),  Bridgestone,  AMD,  Acer,  Mubadala,  IVECO

## Výsledky v sezoně 2009

### Závod a kvalifikace
| Legenda k tabulce | Legenda k tabulce                                                                       |
| Barva             | Výsledek                                                                                |
| ----------------- | --------------------------------------------------------------------------------------- |
| Zlatá             | Vítěz                                                                                   |
| Stříbrná          | 2. místo                                                                                |
| Bronzová          | 3. místo                                                                                |
| Zelená            | Bodované umístění                                                                       |
| Modrá             | Nebodované umístění                                                                     |
| Modrá             | Dokončil neklasifikován (NC)                                                            |
| Fialová           | Odstoupil (Ret)                                                                         |
| Červená           | Nekvalifikoval se (DNQ)                                                                 |
| Červená           | Nepředkvalifikoval se (DNPQ)                                                            |
| Černá             | Diskvalifikován (DSQ)                                                                   |
| Bílá              | Nestartoval (DNS)                                                                       |
| Bílá              | Závod zrušen (C)                                                                        |
| Světle modrá      | Pouze trénoval (PO)                                                                     |
| Světle modrá      | Páteční testovací jezdec (TD)                                                           |
| Bez barvy         | Netrénoval (DNP)                                                                        |
| Bez barvy         | Vyřazen (EX)                                                                            |
| Bez barvy         | Nepřijel (DNA)                                                                          |
| Bez barvy         | Odvolal účast (WD)                                                                      |
| Bez barvy         | Nezúčastnil se (prázdné)                                                                |
| Označení          | Význam                                                                                  |
| Tučnost           | Pole position                                                                           |
| Kurzíva           | Nejrychlejší kolo                                                                       |
| †                 | Jezdec nedojel do cíle, ale byl klasifikován, protože odjel více než 90 % délky závodu. |
| ‡                 | Byl udělován poloviční počet bodů, protože bylo odjeto méně než 75 % délky závodu.      |
| Horní index       | Umístění bodujících jezdců ve sprintu                                                   |

| Rok  | Šasi        | Motor              | Pneu | Jezdci      | 1   | 2   | 3   | 4   | 5   | 6   | 7   | 8   | 9   | 10  | 11  | 12  | 13  | 14   | 15   | 16   | 17  | Body   | Pořadí |
| ---- | ----------- | ------------------ | ---- | ----------- | --- | --- | --- | --- | --- | --- | --- | --- | --- | --- | --- | --- | --- | ---- | ---- | ---- | --- | ------ | ------ |
| 2009 | Ferrari F60 | Ferrari 056 2.4 V8 | B    | Závod       | AUS | MAL | CHN | BHR | ESP | MON | TUR | GBR | GER | HUN | EUR | BEL | ITA | SIN  | JPN  | BRA  | ABU | 70     | 4.     |
| 2009 | Ferrari F60 | Ferrari 056 2.4 V8 | B    | Massa       | Ret | 9   | Ret | 14  | 6   | 4   | 6   | 4   | 3   | DNS |     |     |     |      |      |      |     | 70     | 4.     |
| 2009 | Ferrari F60 | Ferrari 056 2.4 V8 | B    | Badoer      |     |     |     |     |     |     |     |     |     |     | 17  | 14  |     |      |      |      |     | 70     | 4.     |
| 2009 | Ferrari F60 | Ferrari 056 2.4 V8 | B    | Fisichella  |     |     |     |     |     |     |     |     |     |     |     |     | 9   | 13   | 12   | 10   | 16  | 70     | 4.     |
| 2009 | Ferrari F60 | Ferrari 056 2.4 V8 | B    | Räikkönen   | 15  | 14  | 10  | 6   | Ret | 3   | 9   | 8   | Ret | 2   | 3   | 1   | 3   | 10   | 4    | 6    | 12  | 70     | 4.     |
| 2009 | Ferrari F60 | Ferrari 056 2.4 V8 | B    | Kvalifikace | AUS | MAL | CHN | BHR | ESP | MON | TUR | GBR | GER | HUN | EUR | BEL | ITA | SIN  | JPN  | BRA  | ABU | Průměr | Průměr |
| 2009 | Ferrari F60 | Ferrari 056 2.4 V8 | B    | Massa       | 6   | 16  | 13  | 8   | 4   | 5   | 7   | 11  | 8   | -   |     |     |     |      |      |      |     | 8,67   | 10,03  |
| 2009 | Ferrari F60 | Ferrari 056 2.4 V8 | B    | Badoer      |     |     |     |     |     |     |     |     |     |     | 20  | 20  |     |      |      |      |     | 20     | 10,03  |
| 2009 | Ferrari F60 | Ferrari 056 2.4 V8 | B    | Fisichella  |     |     |     |     |     |     |     |     |     |     |     |     | 14  | 17 1 | 14 2 | 19 3 | 20  | 16,8   | 10,03  |
| 2009 | Ferrari F60 | Ferrari 056 2.4 V8 | B    | Räikkönen   | 7   | 7   | 8   | 10  | 16  | 2   | 6   | 9   | 9   | 7   | 6   | 6   | 3   | 12 4 | 5    | 5    | 11  | 7,59   | 10,03  |

- 1 - Giancarlo Fisichella, posun na startovním roštu o 1 místo dopředu kvůli penalizaci Nicka Heidfelda
- 2 - Giancarlo Fisichella, posun na startovním roštu o 2 místa dopředu kvůli penalizacím dalších pilotů
- 3 - Giancarlo Fisichella, posun na startovním roštu o 1 místo dopředu kvůli penalizaci Vitantonia Liuzziho
- 4 - Kimi Räikkönen, posun na startovním roštu o 1 místo dopředu kvůli penalizaci Nicka Heidfelda
- 5 - Kimi Räikkönen, posun na startovním roštu o 3 místa dopředu kvůli penalizacím dalších pilotů

### Přehled umístění v tréninku
| Jezdci               | 1   | 1   | 1    | 2   | 2   | 2    | 3   | 3   | 3    | 4   | 4   | 4    | 5   | 5   | 5    | 6   | 6   | 6    | 7   | 7   | 7    | 8   | 8   | 8    | 9   | 9   | 9    | 10  | 10  | 10   | 11  | 11  | 11   | 12  | 12  | 12   | 13  | 13  | 13   | 14  | 14  | 14   | 15  | 15  | 15   | 16  | 16  | 16   | 17  | 17  | 17   |
| -------------------- | --- | --- | ---- | --- | --- | ---- | --- | --- | ---- | --- | --- | ---- | --- | --- | ---- | --- | --- | ---- | --- | --- | ---- | --- | --- | ---- | --- | --- | ---- | --- | --- | ---- | --- | --- | ---- | --- | --- | ---- | --- | --- | ---- | --- | --- | ---- | --- | --- | ---- | --- | --- | ---- | --- | --- | ---- |
| 2009                 | AUS | AUS | AUS  | MAL | MAL | MAL  | CHN | CHN | CHN  | BHR | BHR | BHR  | ESP | ESP | ESP  | MON | MON | MON  | TUR | TUR | TUR  | GBR | GBR | GBR  | GER | GER | GER  | HUN | HUN | HUN  | EUR | EUR | EUR  | BEL | BEL | BEL  | ITA | ITA | ITA  | SIN | SIN | SIN  | JPN | JPN | JPN  | BRA | BRA | BRA  | ABU | ABU | ABU  |
| Ferrari              | I.  | II. | III. | I.  | II. | III. | I.  | II. | III. | I.  | II. | III. | I.  | II. | III. | I.  | II. | III. | I.  | II. | III. | I.  | II. | III. | I.  | II. | III. | I.  | II. | III. | I.  | II. | III. | I.  | II. | III. | I.  | II. | III. | I.  | II. | III. | I.  | II. | III. | I.  | II. | III. | I.  | II. | III. |
| Felipe Massa         | 7   | 10  | 4    | 7   | 2   | 3    | 15  | 12  | 6    | 8   | 16  | 2    | 9   | 15  | 1    | 2   | 5   | 5    | 5   | 11  | 1    | 6   | 17  | 5    | 3   | 12  | 3    | 8   | 18  | 7    |     |     |      |     |     |      |     |     |      |     |     |      |     |     |      |     |     |      |     |     |      |
| Luca Badoer          |     |     |      |     |     |      |     |     |      |     |     |      |     |     |      |     |     |      |     |     |      |     |     |      |     |     |      |     |     |      | 20  | 18  | 20   | 10  | 20  | 18   |     |     |      |     |     |      |     |     |      |     |     |      |     |     |      |
| Giancarlo Fisichella |     |     |      |     |     |      |     |     |      |     |     |      |     |     |      |     |     |      |     |     |      |     |     |      |     |     |      |     |     |      |     |     |      |     |     |      | 8   | 20  | 20   | 17  | 16  | 20   | 4   | 15  | 18   | 15  | 20  | 18   | 18  | 17  | 19   |
| Kimi Räikkönen       | 3   | 11  | 20   | 6   | 1   | 7    | 11  | 14  | 9    | 10  | 18  | 5    | 11  | 10  | 2    | 5   | 8   | 6    | 7   | 15  | 9    | 14  | 18  | 6    | 6   | 16  | 6    | 7   | 11  | 15   | 10  | 11  | 14   | 7   | 3   | 11   | 10  | 8   | 12   | 9   | 14  | 12   | 8   | 11  | 5    | 10  | 18  | 11   | 15  | 10  | 10   |